# Заземителен трансформатор
Заземителен трансформатор е предпазно и защитно съоръжение, използвано в електро енергетиката за стабилност на мрежата при авариен ток.
В частни случаи се използва и за извеждане на неутрала при липса на такава в подстанцията.

## Конструкция
Трансформаторът от този тип е спомагателно звено в зона защитена от пренапрежения. Конструктивно към намотка на трифазен трансформатор се свързват обикновено 6 намотки, които разпределят аварийната енергия. Трансформаторът има нормален магнитен импеданс, но при протичане на авариен ток през него, съпротивлението значително намалява. 
Друга честа причината за използване на подобен тип трансформатори е необходимостта от създаване на неутрала и заземяване в линия, която е изградена само от фазови проводници с цел получаване на монофазно високо напрежение. 

## Приложение
Заземяващите трансформатори обикновено се използват за:
- Осигуряване на сравнително нисък импеданс на тока към земята, като по този начин поддържат трифазната система балансирана.

- Ограничават величините на преходните пренапрежения при възникване на повреда като земно късо съединение.

- Блокира източници на токов шум при повреда.[3]

- Позволява свързване на фазово-неутрални товари, което практически представлява създаване на монофазна високоволтова мрежа от съществуващата трифазна, като напрежението е с корен от 3 по-ниско.

Неутралните заземителни трансформатори са много разпространени при генераторите в електроцентралите и вятърните паркове. Ако при една незаземена или изолирана система възникне повреда на една фаза към земя, няма възвратен път за тока на повреда, поради което не тече голям ток. Системата ще продължи да работи, но в останалите две линии токът ще се повиши с квадратен корен от 3, което ще доведе до претоварване на изолацията на силовите захранващи трансформатори и на други свързани компоненти в системата. Трансформаторът за заземяване осигурява пътя за връщане на тока на повредата към земя. Този ток на повреда се преобразува като ток на нулева последователност, което означава, че се случва във всички три фази на заземителния трансформатор едновременно.